# Alejandro Faurlín
Alejandro Damián Faurlín, né le 9 août 1986 à Rosario, est un footballeur argentin qui évolue au poste de milieu de terrain au Marbella FC en prêt du RCD Majorque.

## Palmarès
- Queens Park Rangers
  - Champion d'Angleterre de D2 en 2011.